# Carme Nonell i Masjuan
Carme Nonell i Masjuan (nascuda el 1920 - ?) és una novel·lista catalana que va escriure en castellà. Neboda d'Isidre Nonell, va rebre la seva formació en pintura a Madrid. També, per encàrrec, va escriure guies turístiques i d'art espanyol.

## Novel·les
- ¿Es usted mi marido?, (1942)
- Nocturno de amor, (1944)
- El Mayorazgo de Iziar, (1945)
- Caminos cruzados, (1946)
- El cauce perdido, (1946)
- Cumbres de amor (195?)
- Resurgir, (1953)
- Historia de "Farol", (1953)
- Zoco grande, (1956)
- Munich, Leopoldstrasse, 207, (1962)
- La vida empieza hoy, (1965)
- Los que se quedan, (1967)
- La "Perrona", (1967)

## Guies d'art i de viatges
- Berlín, capital de dos mundos, (1963)
- Rutas de España: Valencia. Aragón, (1963)
- Rutas de España: La Rioja, Vascongadas (Guipozcoa, Vizcaya, Álava) y Navarra, (1967)
- Guías Everest: El Pirineo catalán, (1969), escrit conjuntament amb la seva germana Carolina Nonell.[1]
- El arte asturianense, (1969)
- Teruel, ignorada maravilla, (1969)
- Guadalajara, nudo de la Alcarria, (1971).
- Cerámica y alfarería populares de España, (1973)

## Literatura infantil
- Los dos castillos, (1944)
- Gato y la estrella, (1966)

## Altres
- Los cinco (Balakiref, César, Cui, Barodin, Mussorgsky i Rimsky-Korsakof), (1948)[1]